# Selección juvenil de rugby de Yugoslavia
La selección juvenil de rugby de Yugoslavia solía representar a Yugoslavia en rugby en competiciones juveniles hasta la década de 1990.

## Historia
Yugoslavia debutó en el Campeonato FIRA 1974 en Heidelberg (Alemania) contra Rumania, perdiendo por 35 a 6. Yugoslavia jugó regularmente en los campeonatos FIRA hasta 1990 y el evento en Treviso. En 1988 Yugoslavia fue sede del Campeonato FIRA en Makarska, Tucepi y Baska Voda. Yugoslavia desde 1977 jugó partidos anuales contra Italia.

## Resultados

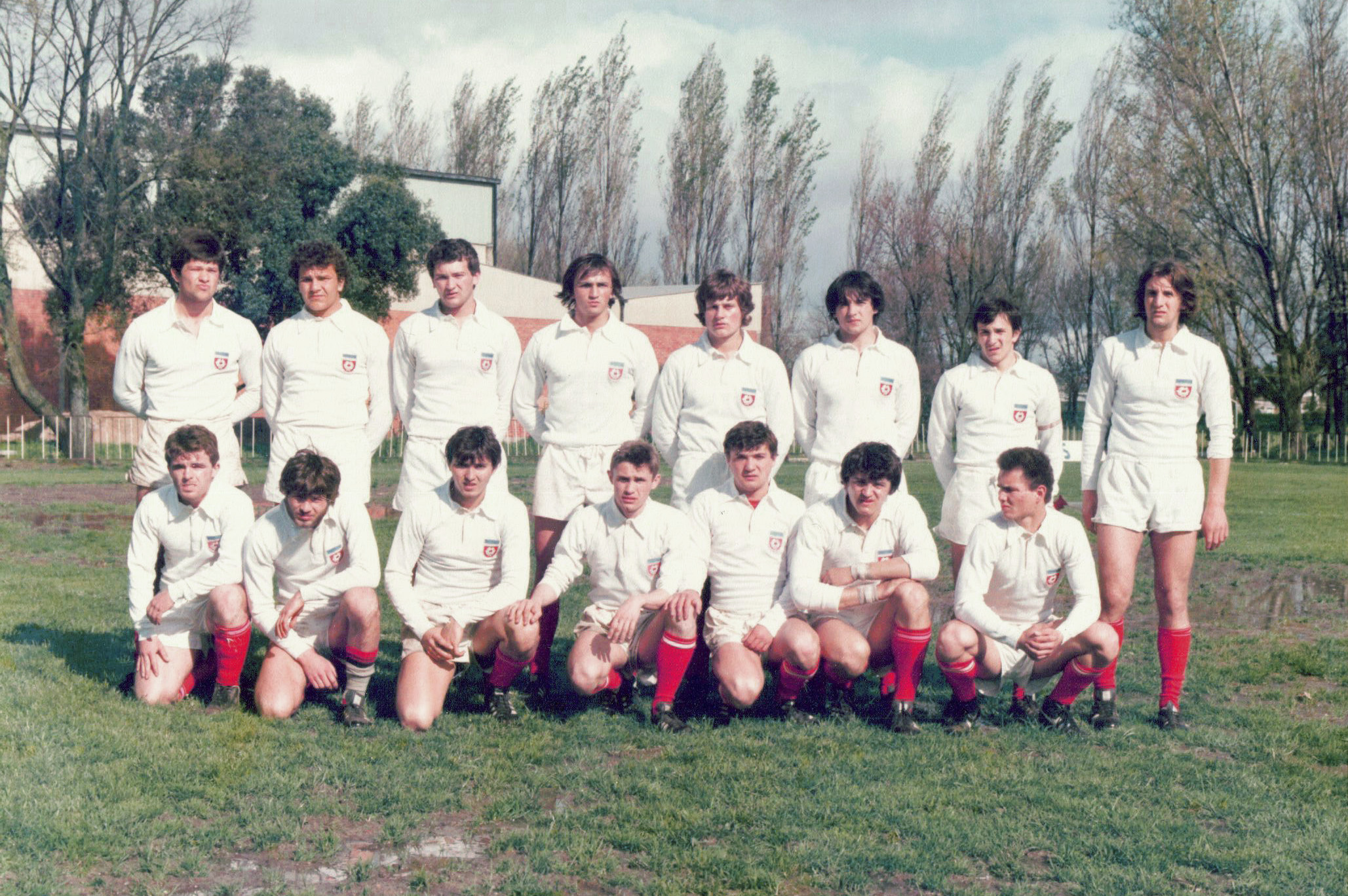
Selección juvenil de Yugoslavia en Lisboa, en 1979

| Fecha                    | Lugar             | Rival                              | Resultado  | Torneo              |
| ------------------------ | ----------------- | ---------------------------------- | ---------- | ------------------- |
| 11 de abril de 1974      | Heidelberg        | Rumania                            | 6-35       | Campeonato FIRA     |
| 13 de abril de 1974      | Heidelberg        | Marruecos                          | 6-19       | Campeonato FIRA     |
| 15 de abril de 1974      | Heidelberg        | Checoslovaquia                     | 6-39       | Campeonato FIRA     |
| 29 de octubre de 1975    |                   | Felbridge Juniors ()               | 6-87       |                     |
| 14 de abril de 1976      | Albi              | Selección Tarn ()                  | 3-72       | Campeonato FIRA     |
| 16 de abril de 1976      | Albi              | Polonia                            | 7-34       | Campeonato FIRA     |
| 18 de abril de 1976      | Albi              | Portugal                           | 6-50       | Campeonato FIRA     |
| 16 de enero de 1977      | East Grinstead    | Felbridge Juniors ()               | 0-40       | Gira por Inglaterra |
| 18 de enero de 1977      | Purleigh          | Purley Colts ()                    | 3-44       | Gira por Inglaterra |
| 27 de noviembre de 1977  | Liubliana         | Italia (sub-17)                    | 6-52       |                     |
| 22 de marzo de 1978      | Parma             | Selección Emiliana ()              | 60-16      | Campeonato FIRA     |
| 24 de marzo de 1978      | Parma             | Italia (B)                         | 16-48      | Campeonato FIRA     |
| 26 de marzo de 1978      | Parma             | Túnez                              | 28-6       | Campeonato FIRA     |
| 11 de abril de 1979      | Lisboa            | Unión Soviética                    | 7-68       | Campeonato FIRA     |
| 13 de abril de 1979      | Lisboa            | Túnez                              | 0-14       | Campeonato FIRA     |
| 15 de abril de 1979      | Lisboa            | Túnez                              | 17-4       | Campeonato FIRA     |
| 10 de febrero de 1980    | San Dona di Piave | Italia (sub-17)                    | 3-44       |                     |
| 30 de marzo de 1980      | Túnez             | Universitaire Tunis                | 24-0       |                     |
| 02 de abril de 1980      | Túnez             | Costa de Marfil                    | 11-16      | Campeonato FIRA     |
| 04 de abril de 1980      | Túnez             | Túnez                              | 15-3       | Campeonato FIRA     |
| 06 de abril de 1980      | Túnez             | Túnez                              | 3-19       | Campeonato FIRA     |
| 29 de marzo de 1981      |                   | Italia (sub-17)                    | 6-35       |                     |
| 28 de noviembre de 1982  | Udine             | Italia (sub-17)                    | 4-10       |                     |
| 26 de noviembre de 1983  |                   | Italia (sub-17)                    | 10-20      |                     |
| 14 de abril de 1984      | Havířov           | Adultos mayores de Slavia Praha () | 18-16      |                     |
| 17 de abril de 1984      | Varsovia          | Polonia                            | 18-15      | Campeonato FIRA     |
| 19 de abril de 1984      | Varsovia          | Rumania                            | 0-17       | Campeonato FIRA     |
| 21 de abril de 1984      | Varsovia          | Checoslovaquia                     | 9-9        | Campeonato FIRA     |
| 09 de septiembre de 1984 |                   | Caterham School ()                 | 32-0       |                     |
| 01 de diciembre de 1984  | Quatro D'Alpinone | Italia (sub-17)                    | 9-20       |                     |
| 04 de abril de 1985      | Bruselas          | Italia                             | 0-53       | Campeonato FIRA     |
| 06 de abril de 1985      | Bruselas          | Alemania Occidental                | 6-21       | Campeonato FIRA     |
| 08 de abril de 1985      | Bruselas          | Bélgica                            | 9-13       | Campeonato FIRA     |
| 30 de noviembre de 1985  |                   | Italia (sub-17)                    | 3-86       |                     |
| 24 de marzo de 1986      | Bucarest          | Portugal                           | 6-39       | Campeonato FIRA     |
| 26 de marzo de 1986      | Bucarest          | Túnez                              | 6-11       | Campeonato FIRA     |
| 28 de marzo de 1986      | Bucarest          | Suiza                              | 10-31      | Campeonato FIRA     |
| 30 de noviembre de 1986  | Paese             | Italia (sub-17)                    | 3-27       |                     |
| 13 de abril de 1987      | Berlina           | Portugal                           | 8-25       | Campeonato FIRA     |
| 04\|1987                 | Berlina           | Dinamarca                          | 14-0       | Campeonato FIRA     |
| 18 de abril de 1987      | Berlina           | Países Bajos                       | 18-21      | Campeonato FIRA     |
| 28 de noviembre de 1987  |                   | Italia (sub-17)                    | 0-32       |                     |
| 29 de marzo de 1988      | Makarska          | Países Bajos                       | 6-24       | Campeonato FIRA     |
| 01 de abril de 1988      | Makarska          | Andorra                            | 32-3       | Campeonato FIRA     |
| 03 de abril de 1988      | Makarska          | Suiza                              | 10-3       | Campeonato FIRA     |
| 27 de noviembre de 1988  | Udine             | Italia (sub-17)                    | 15-21      |                     |
| 02 de diciembre de 1989  | Zagreb            | Italia (sub-17)                    | 0-40       |                     |
| 10 de abril de 1990      | Treviso           | Alemania Occidental                | 9-54       | Campeonato FIRA     |
| 12 de abril de 1990      | Treviso           | Italia (sub-18)                    | 6-78       | Campeonato FIRA     |
| 14 de abril de 1990      | Treviso           | Suiza                              | 7-7 (3: 1) | Campeonato FIRA     |
| 01 de diciembre de 1990  | San Dona di Piave | Italia (sub-17)                    | 3-64       |                     |

## Estadísticas

### Más participaciones
| Nombre             | Club       | Pdos. | Pts. |
| ------------------ | ---------- | ----- | ---- |
| Dejan Stiglic      | BRK        | 14    | 4    |
| Goran Osljanac     | RK Dinamo  | 13    | 16   |
| DJoni Mandic       | RK Rudar   | 12    |      |
| Damir Pecanac      | RK Metalac | 11    | 8    |
| Zdravko Mijic      | RK Student | 11    | 8    |
| Igor Pecnjak       | RK Nada    | 11    | 4    |
| Tihomir Vranesevic | RK Student | 10    | 4    |
| Damir Uzunovic     | RK Celik   | 10    | 16   |
| Marjan Petrusic    | RK Nada    | 10    | 17   |
| Aleksandar Kostic  | BRK        | 10    | 27   |